# María Faría
María Alejandrina Faría Faría es una activista venezolana. En 2019 fue designada por la Asamblea Nacional como Embajadora de Venezuela en Costa Rica.

## Carrera
María Faria Faria, Ex Embajadora de Venezuela en Costa Rica, es Licenciada en Contaduría Pública, con Maestría en el Sistema de Protección de los Derechos Humanos, activista por la defensa de los DDHH. Desde el 2004 ha coordinado movimientos civiles en pro a la democracia y acciones en defensa de los Derechos Humanos antes los hechos acaecidos en Venezuela desde el 2003 con el encarcelamiento de Presos Políticos. Faría emigró del país por su seguridad, y para 2009 había llegado a Costa Rica en condición de refugio.
Faria es servidora social, cofundadora de la Asociación Alianza Ven CR, Asopromive y Ex directora del Grupo Editorial El Venezolano, plataformas tecnológicas que promueven los derechos humanos y la integración de la diáspora de venezolanos en Costa Rica, con la que han brindado asistencia especializada en el área migratoria, laboral, contención emocional y capacitaciones para la formación de emprendedores, así como implementadores de prácticas democráticas, Derechos Humanos y cultura de paz, las asociaciones que ha integrado Faria hoy en día cuenta con el aval de organismos Internaciones como la Organización de Estados Americanos OEA y Agencias Internacionales entre otras relacionadas con el trato para refugiados y fenómenos migratorios.
Desde el exilio se convirtió en activista por el respeto de los DD. HH, la libertad de expresión y la democracia, organizómasivas jornadas de orientación integral dirigidas a la comunidad de venezolanos, jornadas en atención humanitaria, campañas comunicacionales ante la censura y ataques a la libertad de prensa, promoviendo la plena participación de las mujeres dentro de los ámbitos de decisión y así generar incidencia inclusiva de las mujeres en Latinoamérica. Activó espacios multimedia para las minorías y con ello abordó temas como la discriminación y visibilizar la situación que se vive en Venezuela producto de la crisis política e institucional que comenzó hace 20 años, agravándose hasta alcanzar el nivel máximo de crisis humanitaria como el actual éxodo de migrantes y refugiados venezolanos sin precedentes en la región. María Faria se convierte en una de las principales voceras en Costa Rica por la restitución de las democracias y en contra el Régimen Totalitario violador de los de Derechos Humanos como es el de Nicolás Maduro.
Buscando siempre la forma de retribuirle a Costa Rica por ser su país de acogida luego de una persecución política y encarcelamiento familiar, participó como observadora internacional invitada durante el proceso de elecciones presidenciales en el que resultó electa Presidente (a) Laura Chinchilla;  organizó en Costa Rica la Consulta Popular del 16 de julio, para desconocer a las autoridades del Consejo Nacional Electoral y el Tribunal Supremo de Justicia de Venezuela, ante la ruptura del hilo constitucional, acto cívico en el que el pueblo de Venezuela manifestó su derecho a invocar la aplicación de los artículos 333 y 350 de la Constitución venezolana.
Una de sus últimas iniciativas ha sido la integración de asociaciones civiles y políticas internacionales que generan alto impacto sobre la defensa de la democracia y ayuda humanitaria, con infografías para despertar más conciencia acerca de los desafíos específicos que enfrentan los más vulnerables en Costa Rica y exponer la situación de la crisis en Venezuela.
Durante la crisis presidencial de Venezuela, en febrero del 2019 como parte del ejercicio de sus competencias, el presidente (E) Juan Gerardo Guaidó Márquez, designó a María Alejandrina Faria Faría como Embajadora de la República Bolivariana de Venezuela ante la República de Costa Rica, nombramiento ratificado por la Asamblea Nacional de Venezuela y reconocido por el Canciller Manuel Ventura realizando entrega de sus credenciales el cuatro de febrero de 2019. 
El 13 de febrero de 2019, El presidente de la República de Costa Rica Carlos Alvarado recibió a la embajadora en la entrega de sus Cartas de Estilo, momento reconocido como uno de los actos de mayor importancia protocolar en el país, y dando el pleno reconocimiento al legítimo Gobierno de Venezuela, cumpliendo todos los procedimientos y formalidades para el ejercicio de su cargo, manteniendo un objetivo claro: consolidar el respaldo de Costa Rica y las democracias del mundo para conquistar el cambio en Venezuela y el restablecimiento pleno del orden constitucional.
Costa Rica fue uno de los primeros países en desconocer la reelección de Nicolás Maduro para un segundo mandato, reconociendo a Juan Guaidó como presidente interino de Venezuela y dando un plazo de sesenta días al personal diplomático de Maduro para abandonar el país, empezando el 14 de febrero. El 20 de febrero, Faría informó que el cuerpo diplomático designado por Juan Guaidó asumió el control de la sede administrativa de la embajada venezolana en San José.